# Diego Emiliano Silva
Diego Emiliano Silva Silva (Montevideo, 17 maggio 1987) è un ex calciatore uruguaiano, di ruolo attaccante.

## Carriera
Ha giocato nella prima divisione dei campionati uruguaiano, rumeno, honduregno, cipriota, lettone, laotiano e di Riunione.